# Miguel Ángel Montes Moreno
Miguel Ángel Montes Moreno (Victoria, Cabañas, 12 de febrero de 1980) es un exfutbolista salvadoreño, su último equipo fue el Alianza F.C. de la Primera División de la Liga Salvadoreña de Fútbol

## Trayectoria
El 13 de noviembre de 2009, Montes fue vinculado al club de primera división mexicana Indios de Ciudad Juárez. No firmó con el club, debido a que el entrenador de Indios, José Treviño, afirmó que los refuerzos, entre ellos Montes, no serían incorporados. El 15 de abril de 2011, Miguel Montes dejó C.D. Águila después de 2 años en el club, no sin antes coronarse campeón en el Apertura 2009. Se fue porque el club no le había pagado durante más de un mes y medio. El 14 de mayo de 2011, Miguel Montes firmado por un año con el Isidro Metapán. Declaró a una emisora de radio de El Salvador: "Estoy contento porque he llegado a un acuerdo con el pueblo de Isidro Metapán, que estaban interesados en que jugara con ellos. Llegué a la concentración, hablaron conmigo y llegamos a un acuerdo". En mayo del 2012, fichó un contrato que lo ligaba al Alianza.

## Selección nacional
Montes fue convocado para jugar con el equipo nacional en 1998 y en 2001, pero no consiguió su primera titularidad hasta el 24 de mayo de 2004, en un partido amistoso contra Haití. Posterior al juego contra Haití, Montes fue una vez más dejado de la lado por los entrenadores de las selecciones nacionales , hasta junio de 2007, cuando el entrenador mexicano Carlos de los Cobos lo llamó para participar en la Copa Oro de la CONCACAF 2007 . A pesar de que no jugó en los dos partidos iniciales, Montes sí jugó en tercer y último partido de Copa del equipo contra los EE. UU. Desde entonces, Montes se había convertido en un titular habitual de la selección nacional.
El 20 de marzo de 2010, Montes recibió una sanción de un año y una multa de $250 por parte de la Federación Salvadoreña de Fútbol debido a su renuencia a utilizar el kit proporcionado por el patrocinador oficial del equipo. Vistió guantes y calcetines para un patrocinador diferente en numerosas ocasiones, incluyendo en la Copa de Oro de la Concacaf en los EE. UU. en 2009. La federación había firmado un contrato de $ 600,000 con el patrocinador en el 2008 , lo que obligaba a todos los jugadores a usar que usar el kit proporcionado por el patrocinador
Después de un año de suspensión, Montes fue convocado por el entonces entrenador José Luis Rugamas en un amistoso internacional contra la selección nacional de Cuba el 24 de marzo de 2011. Entró como sustituto del lesionado Dagoberto Portillo en el segundo tiempo.
El 20 de septiembre de 2013, Montes fue uno de los 14 jugadores salvadoreños suspendido de por vida debido a su participación en el arreglo de partidos.

## Clubes
| Club                                | País        | Año       | Partidos | Goles |
| ----------------------------------- | ----------- | --------- | -------- | ----- |
| Club Deportivo Santa Clara          | El Salvador | 1998-2000 |          |       |
| ADET                                | El Salvador | 2000-2001 |          |       |
| Alianza Fútbol Club                 | El Salvador | 2001-2005 | 76       | 0     |
| Club Deportivo Luis Ángel Firpo     | El Salvador | 2005-2006 | 20       | 0     |
| Club Deportivo Chalatenango         | El Salvador | 2006-2007 | 21       | 0     |
| Nejapa Fútbol Club                  | El Salvador | 2007-2009 | 46       | 3     |
| Club Deportivo Águila               | El Salvador | 2009-2011 | 56       | 0     |
| Asociación Deportiva Isidro Metapán | El Salvador | 2011-2012 | 39       | 0     |
| Alianza Fútbol Club                 | El Salvador | 2012-2013 | 43       | 0     |